# Kirjat Matersdorf

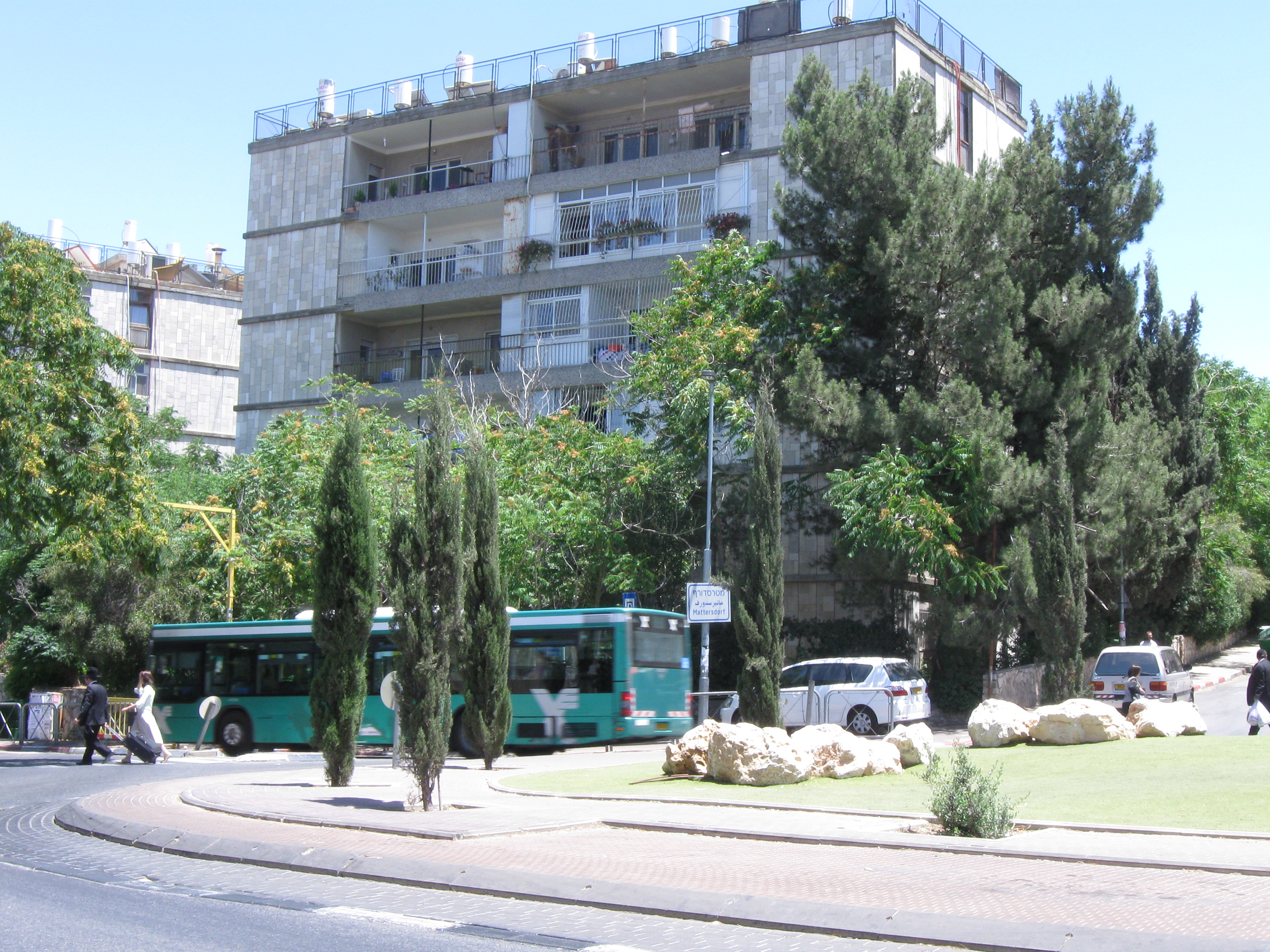
Zástavba v Kirjat Matersdorf

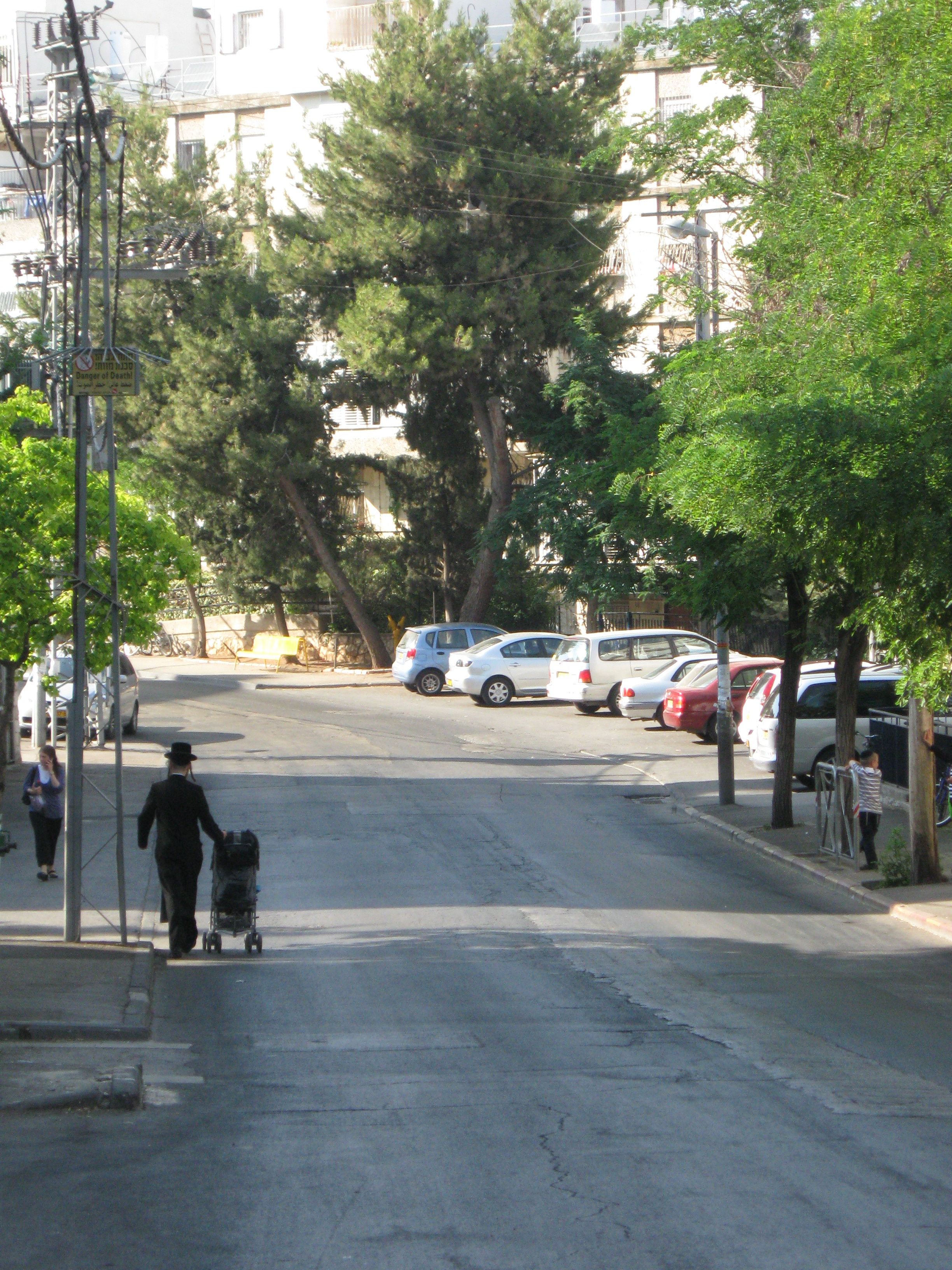
Ulice Rechov Panim Me'irot v Kirjat Matersdorf

Kirjat Matersdorf nebo Kirjat Mattersdorf (hebrejsky: קריית מטרסדורף) je městská čtvrť v severozápadní části Jeruzaléma v Izraeli.

## Geografie
Leží v nadmořské výšce přes 750 metrů, cca 3,5 kilometru severozápadně od Starého Města. Na jihu a jihovýchodě s ní sousedí čtvrtě Romema respektive Romema Ilit, na východní straně Unsdorf, na severozápadě Kirjat Ševa Kehilot. Nachází se na okraji vyvýšené planiny, která dál k severu spadá prudce do údolí potoka Sorek, přes nějž sem prochází nová dálniční komunikace (západní obchvat města) Sderot Menachem Begin. Populace čtvrti je židovská.

## Dějiny
Vznikla počátkem 60. let 20. století. Její jméno odkazuje na vesnici Mattersdorf (dnes Mattersburg), která byla jednou z takzvaných Siebengemeinden, sedmi židovských náboženských obcí v dnešním Rakousku, poblíž města Eisenstadt, zaniklých během holokaustu, ve kterých působili židovští učenci. Někdy bývá do Kirjat Matersdorf zahrnována i sousední čtvrť Kirjat Ševa Kehilot. Obyvateli jsou převážně ultraortodoxní Židé směru mitnagdim. Nacházejí se tu četné ješivy. Zejména Ješivat Tora Or, kterou vede rabín Chajim Pinchas Scheinberg. Žijí tu rovněž mnozí odborníci na judaismus a židovské právo jako Moše Sacks. Velkou část populace tvoří přistěhovalci ze západních zemí.